# 베지르겔디 일리야소프
베지르겔디 오마로비치 일리야소프(투르크멘어: Wezirgeldi Omarowiç Ylýasow, 1992년 1월 18일 ~ )는 투르크메니스탄의 축구 선수이다. 포지션은 미드필더로 현재 아할 소속이다.